# Rejon jakymiwski
Rejon jakymiwski – jednostka administracyjna wchodząca w skład obwodu zaporoskiego Ukrainy.
Rejon utworzony w 1923, ma powierzchnię 1850 km² i liczy około 21 tysięcy mieszkańców. Siedzibą władz rejonu jest Jakymiwka.
Na terenie rejonu znajdują się 2 osiedlowe rady i 12 silskich rad, obejmujących w sumie 39 wsi i 4 osady.